# Pegomya crinilamella
Pegomya crinilamella är en tvåvingeart som beskrevs av Fan och Qian 1988. Pegomya crinilamella ingår i släktet Pegomya och familjen blomsterflugor. Inga underarter finns listade i Catalogue of Life.